# Anne Kristin Lund
Anne Kristin Lund, född 26 februari 1952, död 3 juni 2019 i Oslo, var en norsk diplomat.
Lund var utbildad civilekonom och arbetade från 1979 inom utrikestjänsten. Hon var underdirektör i Utrikesdepartementet 1994–1997, ministerråd vid Norges ambassad i Stockholm 1997–2009, samt expeditionschef i Utrikesdepartementet 2002–2009 och återigen från 2014. Åren 2009–2014 innehade hon posten som Norges ambassadör i Stockholm.